# Génie énergétique
Le génie énergétique ou ingénierie énergétique est un vaste domaine d'ingénierie qui rassemble l'ensemble des aspects techniques et industriels de la production, du transport et de l'utilisation de l'énergie, quelle qu'en soit la forme.

## Formation
La formation en génie énergétique fait appel :
- aux énergies renouvelables comme les panneaux solaires et photovoltaïques, les éoliennes, les barrages, etc.
- aux différents systèmes de confort de l’habitat : climatisation, ventilation mécanique contrôlée (VMC), les planchers chauffants et rafraichissants, etc.